# Mont Ventoux
Il Mont Ventoux (in occitano Ventor), in italiano anche Monte Ventoso, è un gruppo montuoso della Provenza (Alpi Sud-occidentali-Alpi e Prealpi di Provenza-Prealpi di Vaucluse), in Francia, la cui cima raggiunge i 1 912 metri s.l.m., situato a 20 km in linea d'aria a nord-est di Carpentras, abbastanza lontano e isolato dalle altre cime della regione, soprannominato dai francesi il "Gigante della Provenza" o anche il "Monte Calvo".
Classificato Riserva della biosfera dall'UNESCO, nell'ambito del progetto "MAB" (Man and Biosphere), presentando una geologia e una flora particolari, nonché una fauna assai ricca, fanno parte di questa anche le limitrofe prealpi di Vaucluse, il Plateau d'Albion e le caratteristiche Gorges de la Nesque, profonda incisione fluviale in roccia carsica. La piana e i colli alla base del Ventoux sono rinomati per il vino (Côtes du Ventoux) e le uve da tavola.

## Toponimo
Il nome del monte Ventoux (Ventor in occitano) a prima vista sembrerebbe derivare dal termine "ventoso" (venteux in francese, ventós in occitano): il vento Maestrale (il Mistral in francese), soffia infatti sul suo crinale sommitale con continuità e grande violenza, raggiungendo e superando spesso i 160 km/h (la velocità massima raggiunta dal Mistral fu di 313 km/h, registrata il 20 marzo 1967) per poi diffondersi nella pianura sottostante, sino al mare.
Ma un'interpretazione più moderna e approfondita assegna l'origine del nome Ventoux al lemma pregallico ventur, poi passato nella lingua occitana, che significa "colui che si vede da lontano". Numerosi studi e testimonianze d'epoca danno ormai pieno credito a questo etimo da molti anni.

## Storia
La prima ascensione di cui è rimasta traccia è quella effettuata a scopo mistico dal Petrarca il 26 aprile 1336, lungo il boscoso versante settentrionale. Egli descrisse l'impresa nella lettera Ascesa al monte Ventoso. Nel XV secolo sulla cima fu costruita una cappella dedicata alla Santa Croce.
Fin dal XII secolo, i cantieri navali di Tolone hanno utilizzato gli alberi che crescevano sui suoi pendii. Il monte fu rimboscato nel XIX secolo con la discutibile introduzione di Pini neri d'Austria e di Cedri, oggi largamente contestata da botanici ed ecologi. La parte sommitale è sprovvista di vegetazione arborea e arbustiva a causa del vento e delle vaste pietraie, specialmente sul versante aprico. Ospita dal 1882 un osservatorio meteorologico. Ai piedi della montagna, sul lato Sud-ovest, si trova la celebre cappella romanica di S. Maria Maddalena, edificata attorno all'anno 1000.
Nei boschi del monte Ventoso sono stati sepolti i resti di Publio Cordón che morì nel tentativo di fuggire dai terroristi rossi del GRAPO che lo avevano sequestrato.

### L'esplorazione scientifica del Ventoux
Nel Settecento iniziarono le ascensioni-esplorazioni di diversi studiosi, fra i quali si ricordano principalmente:
- Il padre gesuita Antoine-Jean Laval (1664-1728), matematico e astronomo salì in vetta il 25 e 26 giugno 1711 portando con sé strumenti vari per misurare l'altezza del monte e la sua collocazione geografica.
- Antoine de Jussieu (1686-1758), botanico compì l'ascensione il 10 e l'11 aprile del 1711 interessandosi in particolare della flora e delle nuove specie vegetali che trovò nei pressi della cima.
- Il medico Michel Darluc salì nel 1778. Si interessò degli aspetti botanici e geografici della montagna.
- Jean-Henri Fabre (1823-1915), famoso entomologo, visitò le falde del Ventoux venticinque volte, ma solo in due occasioni raggiunse la cima. I suoi interessi erano molteplici, ma i suoi studi prevalenti furono, naturalmente, quegli sugli insetti.

## Descrizione

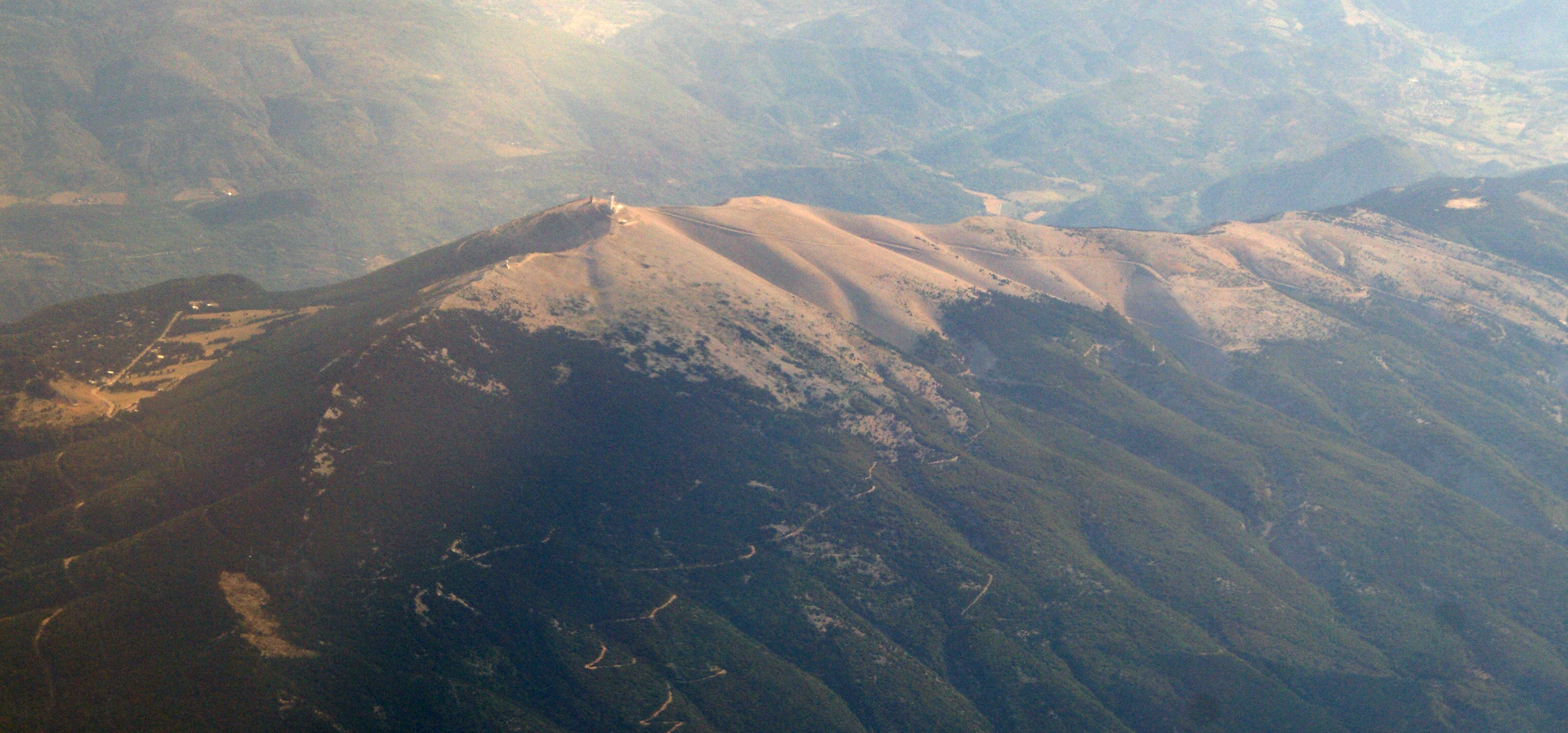
Il Mont Ventoux visto dall'aereo

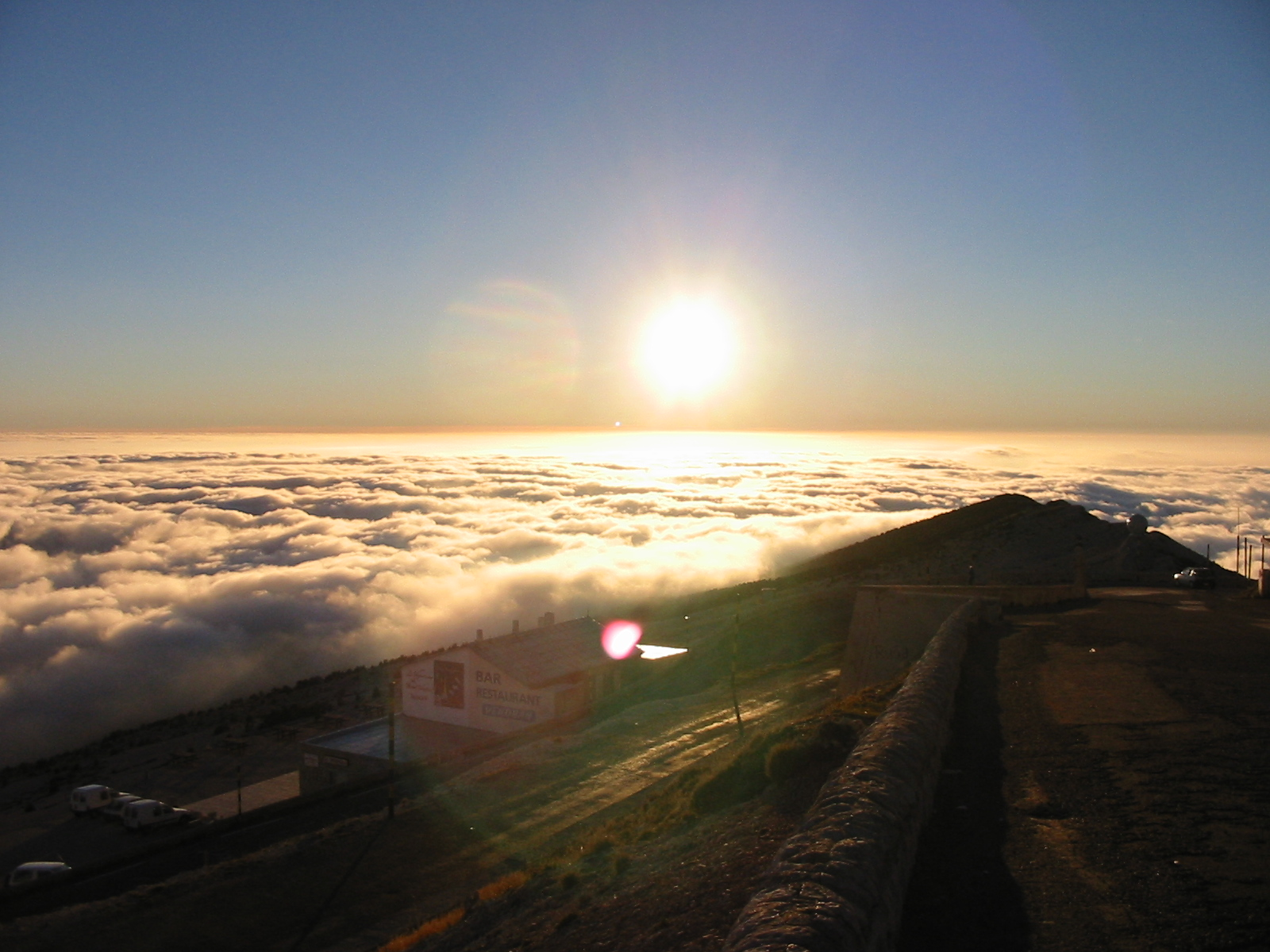
Dalla cima, oltre le nuvole

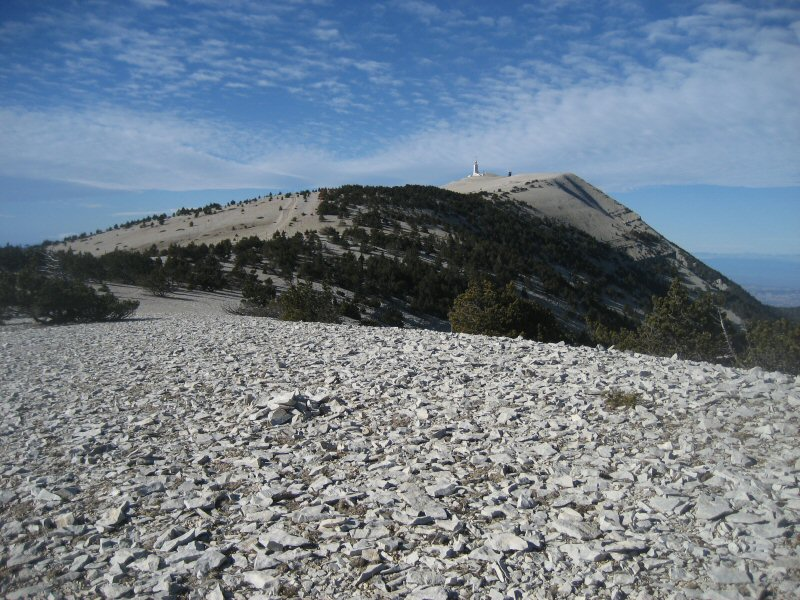
Le ultime conifere sotto la cima

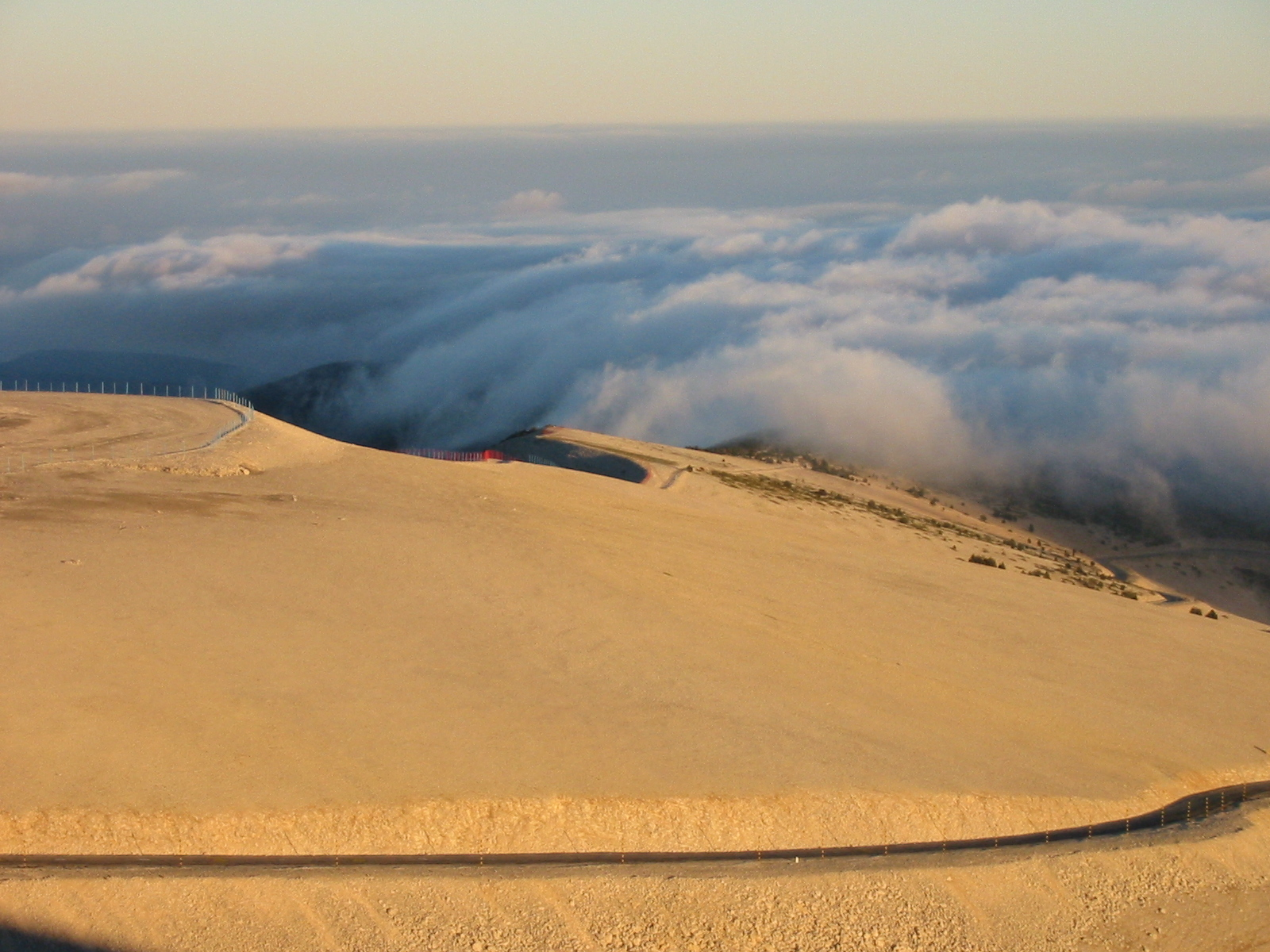
Spianata presso la cima

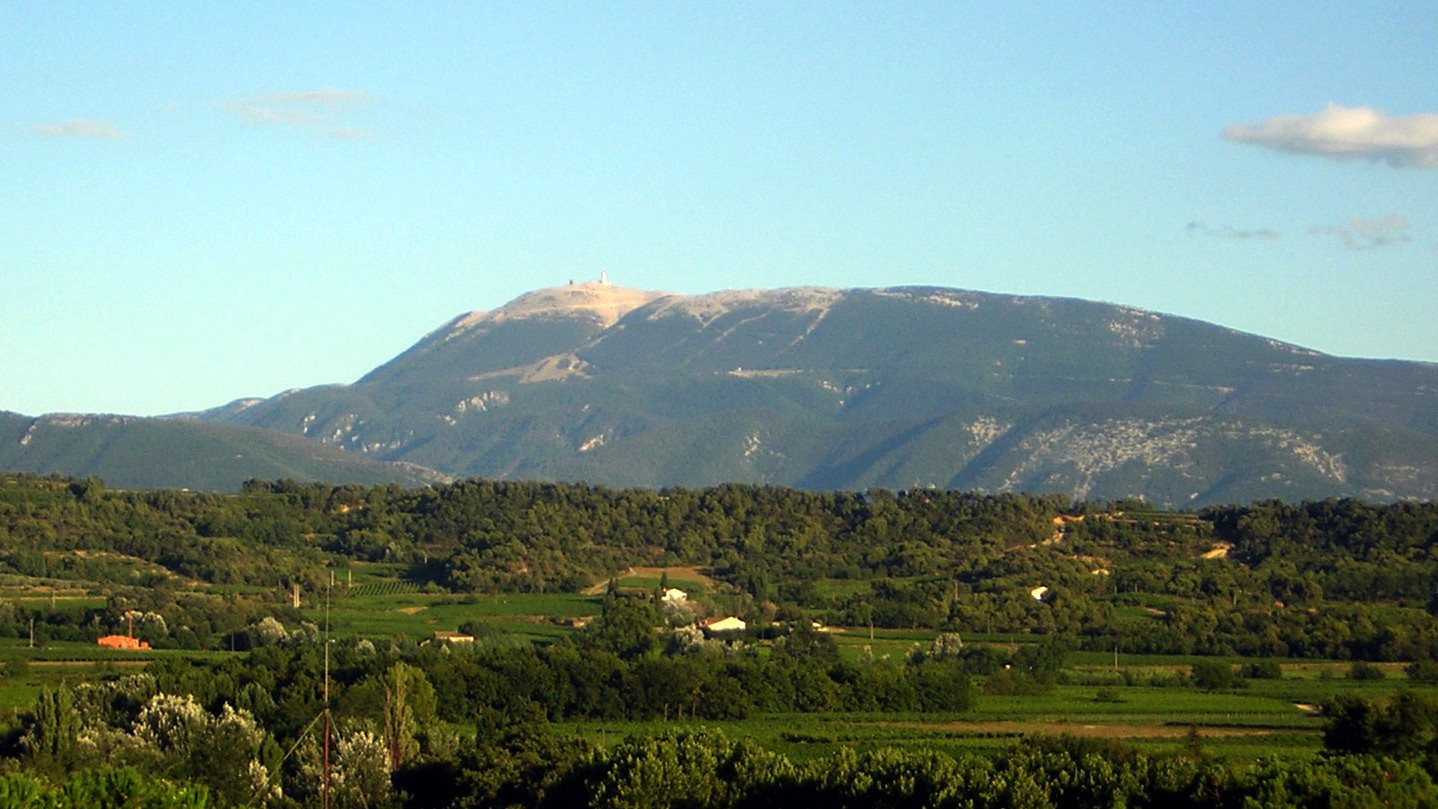
Il versante nord

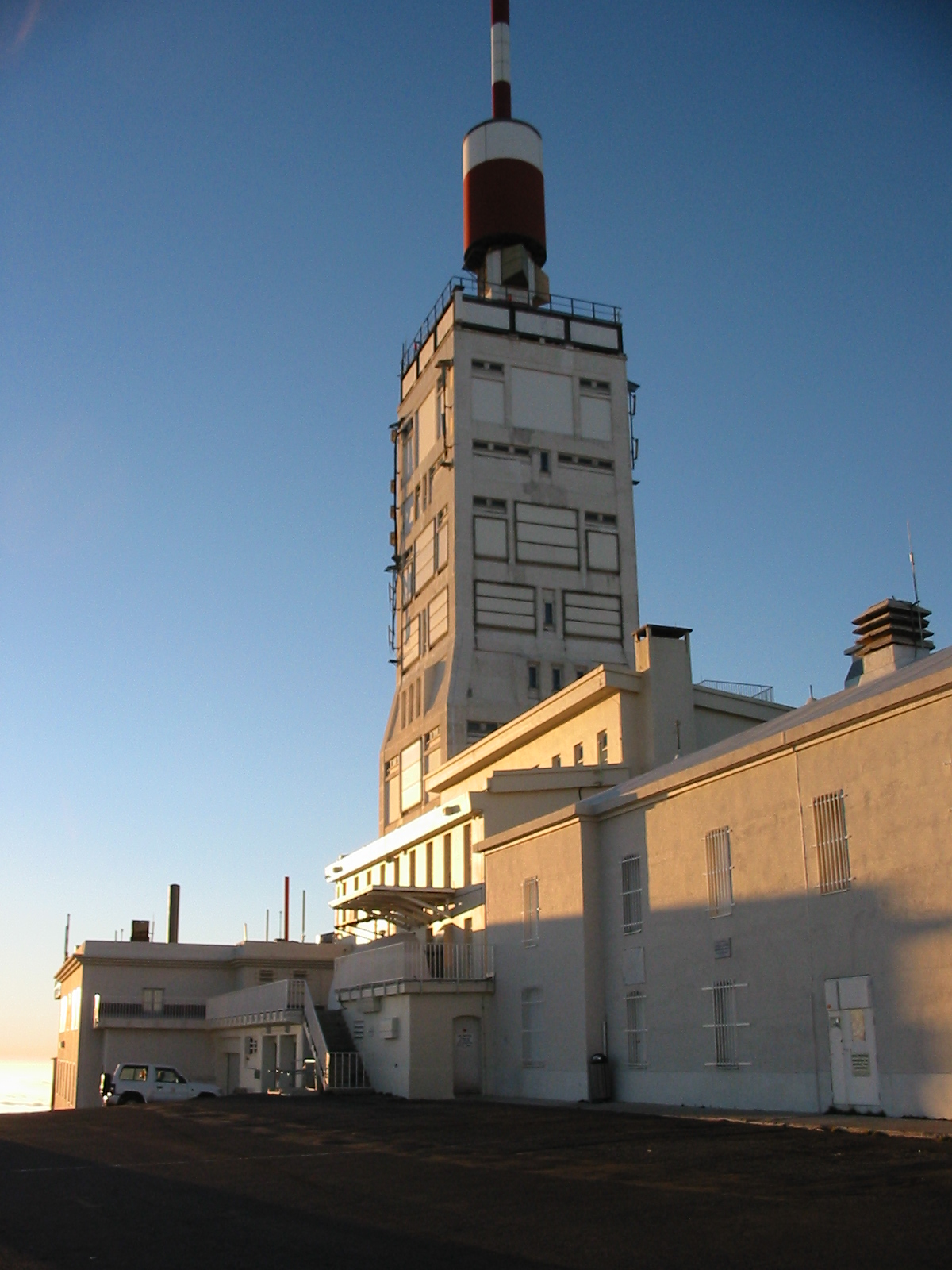
L'osservatorio meteorologico sulla cima

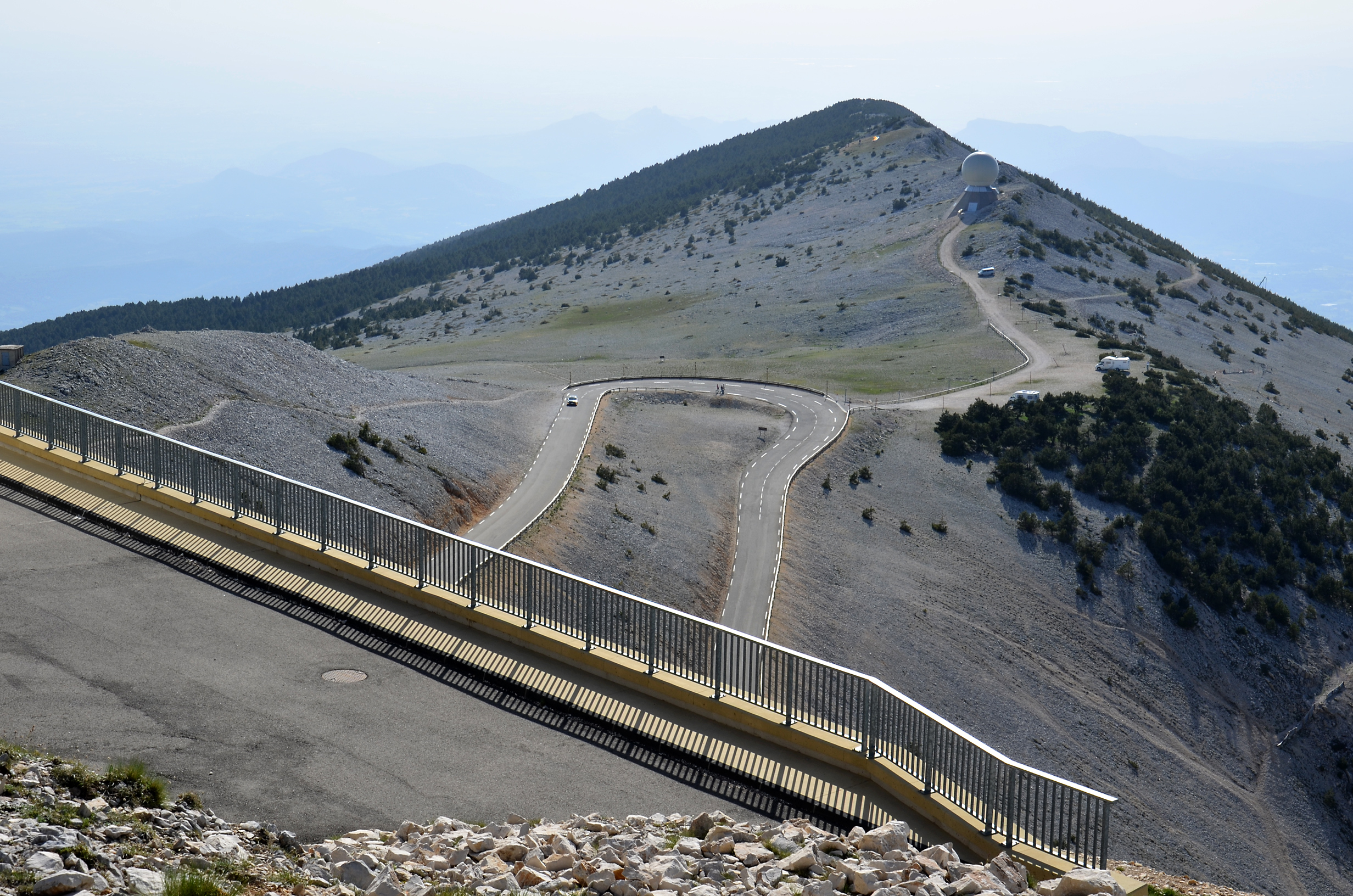
Parte sommitale dall'alto

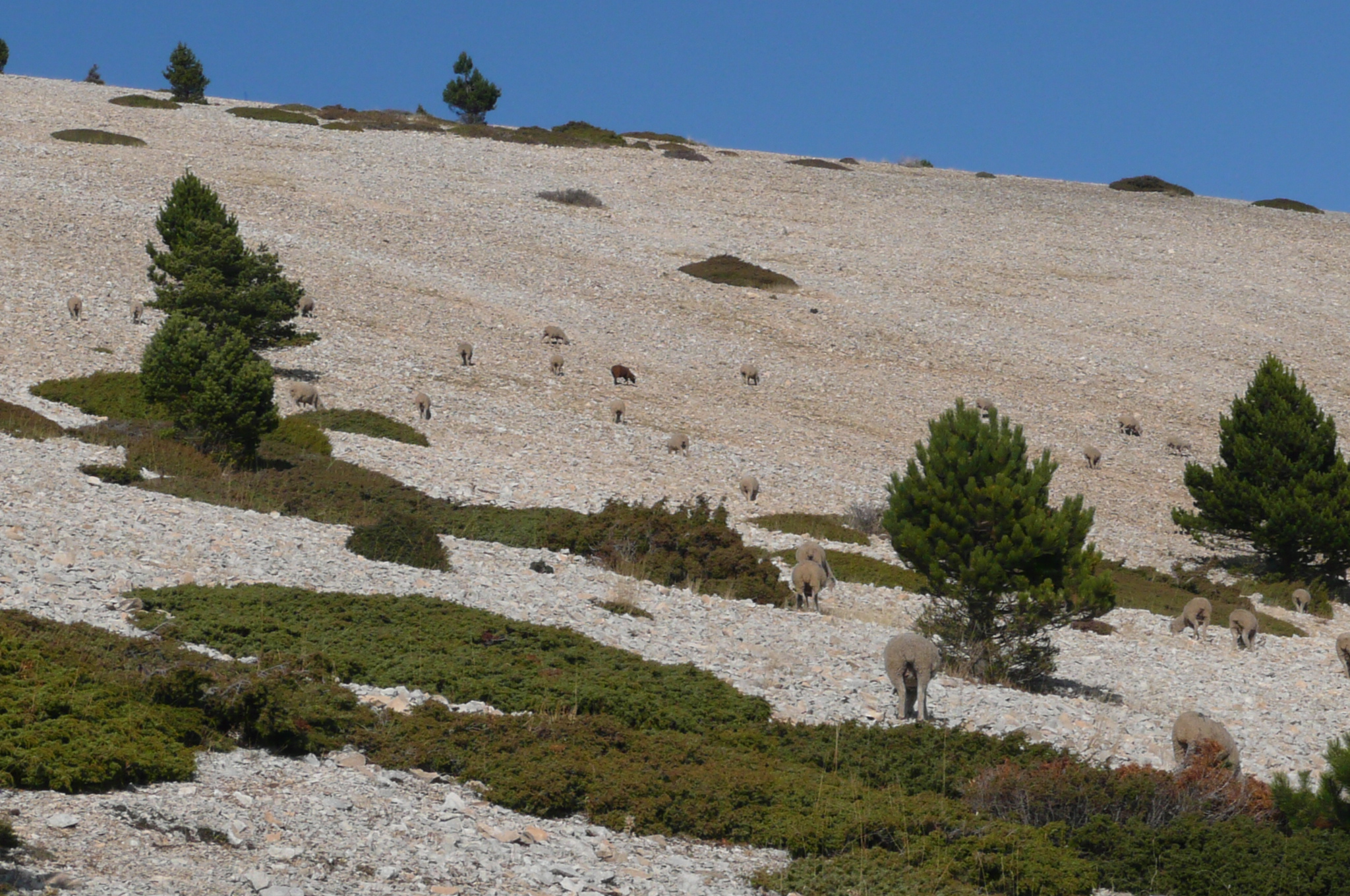
Vista della vegetazione presso la sommità

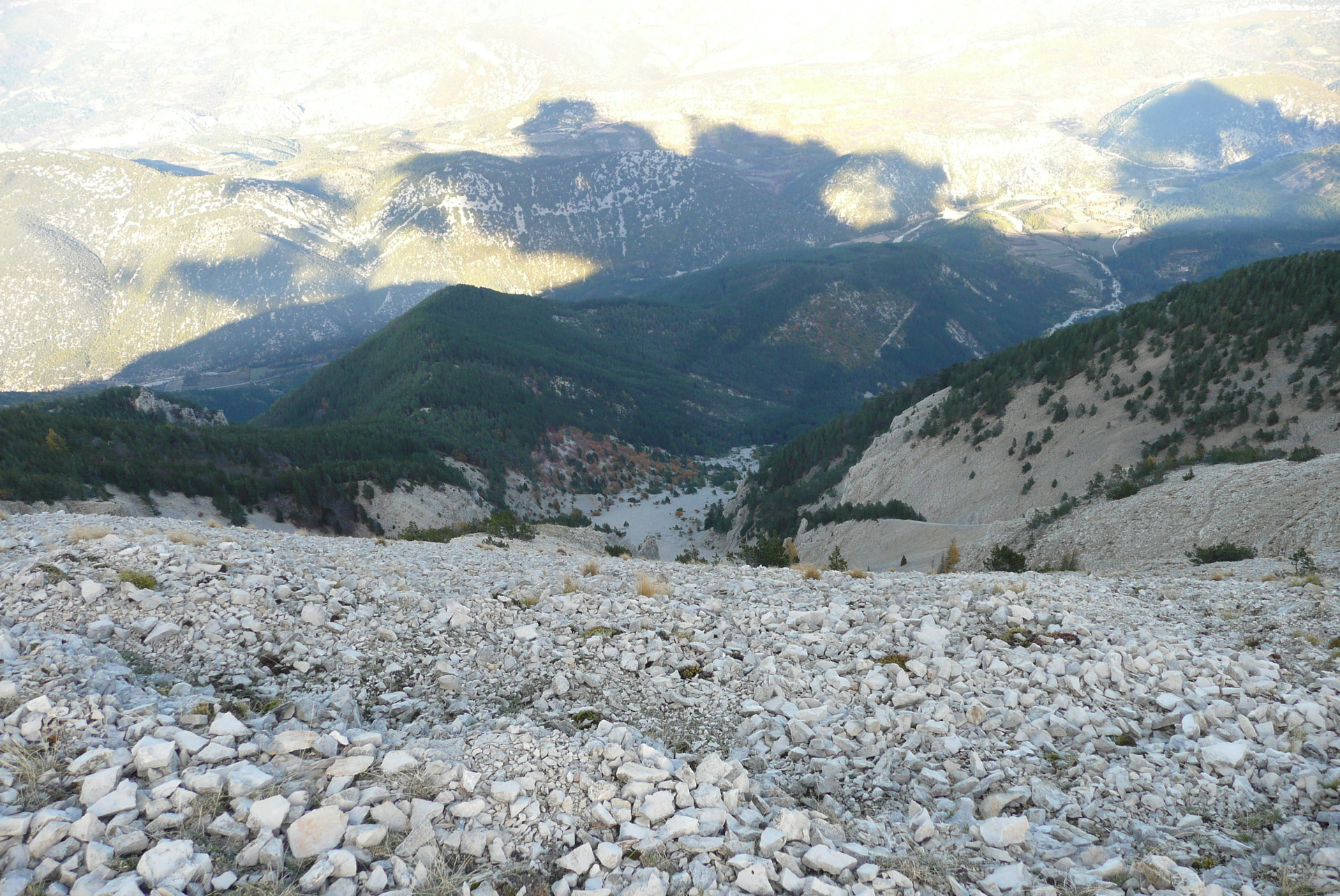
Vista dei valloni sottostanti

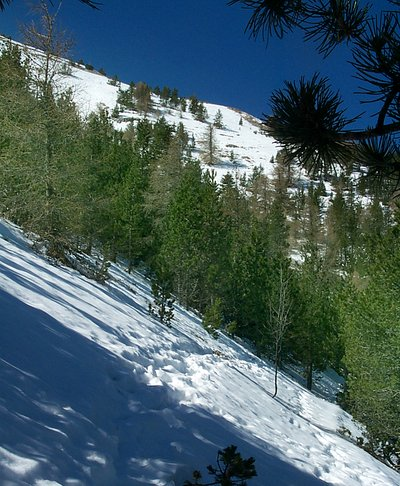
Vista d'inverno

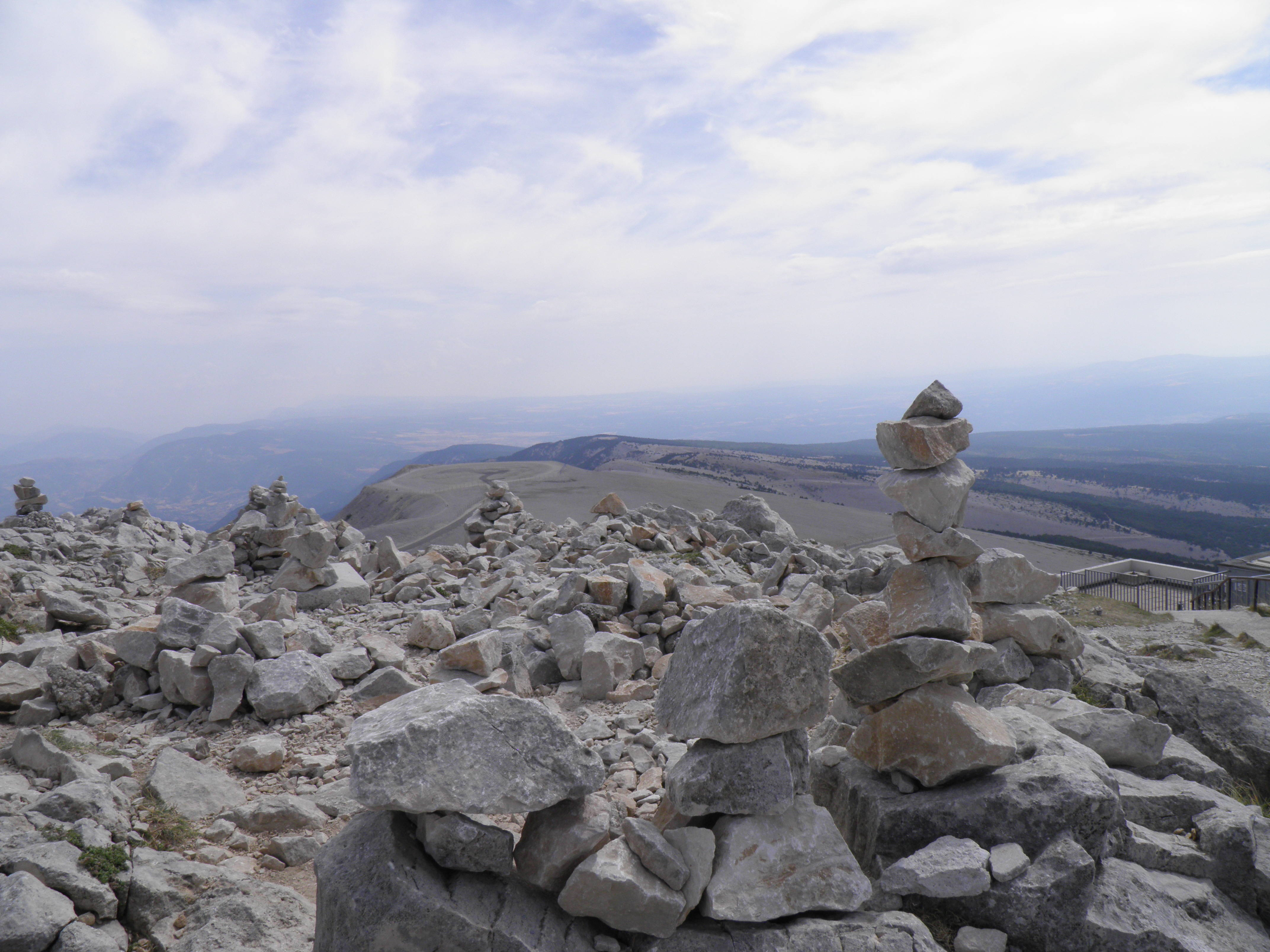
Cima del Monte Ventoux

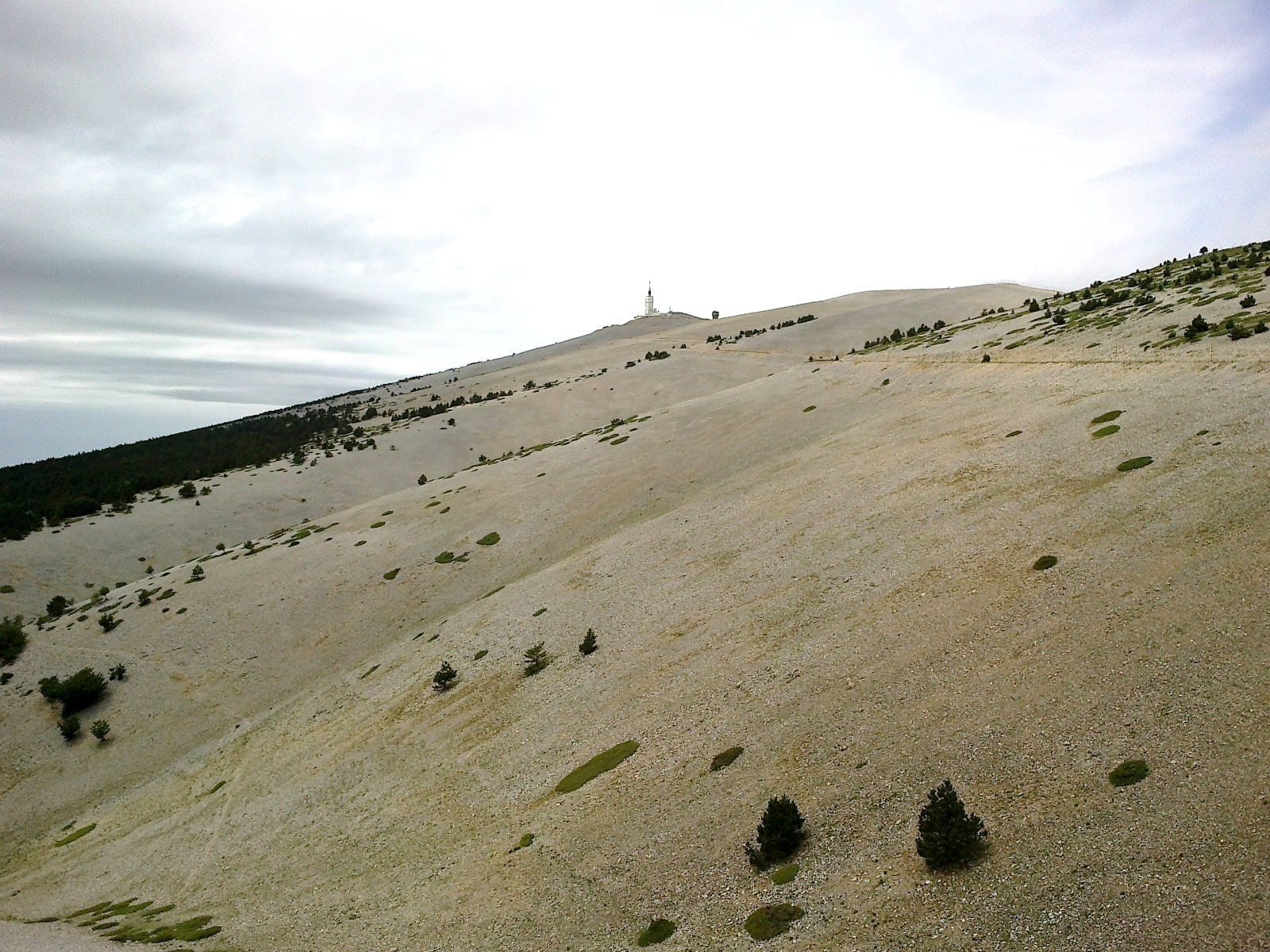
Parte sommitale dal basso

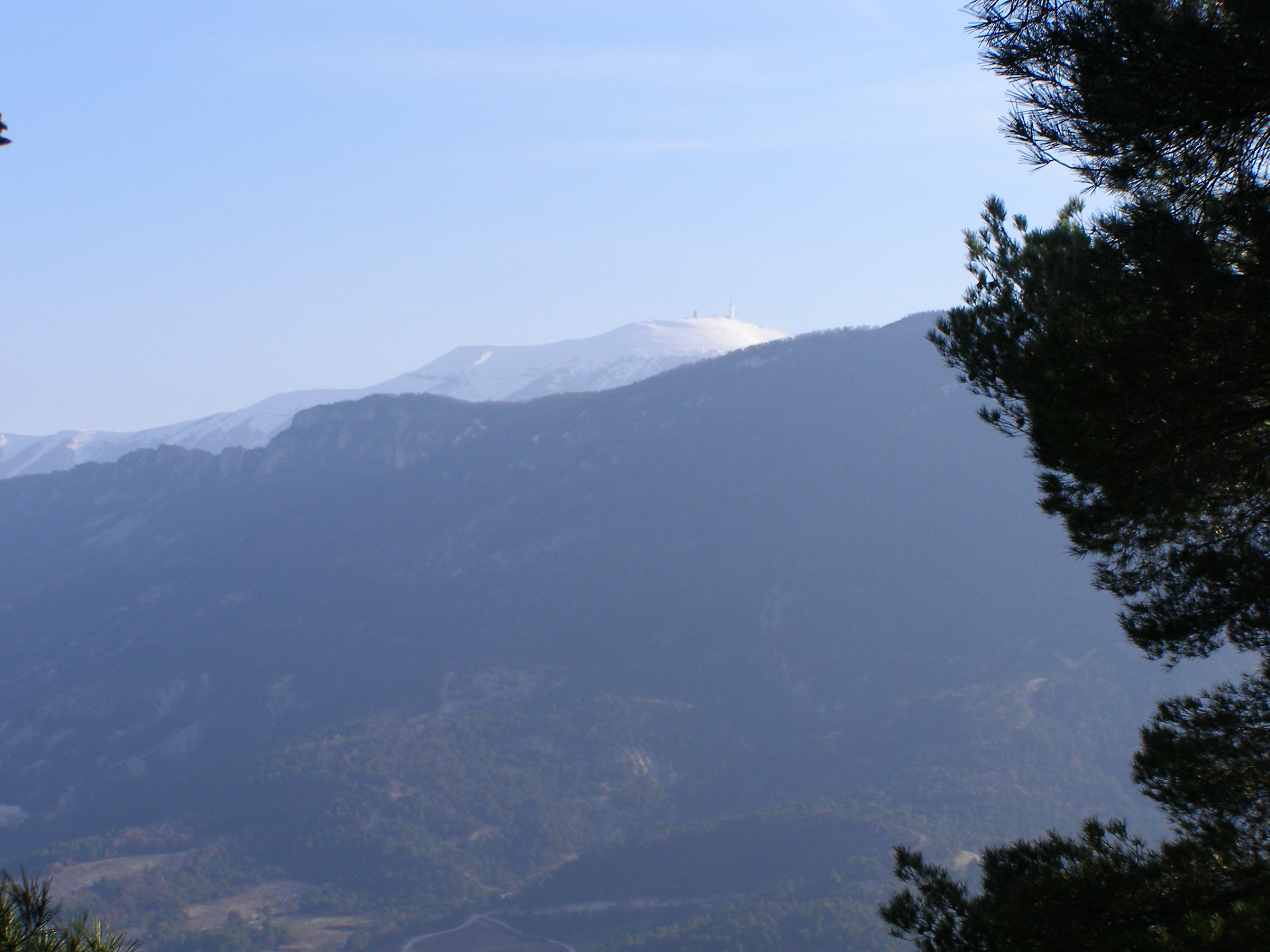
Il Mont Ventoux visto dal basso

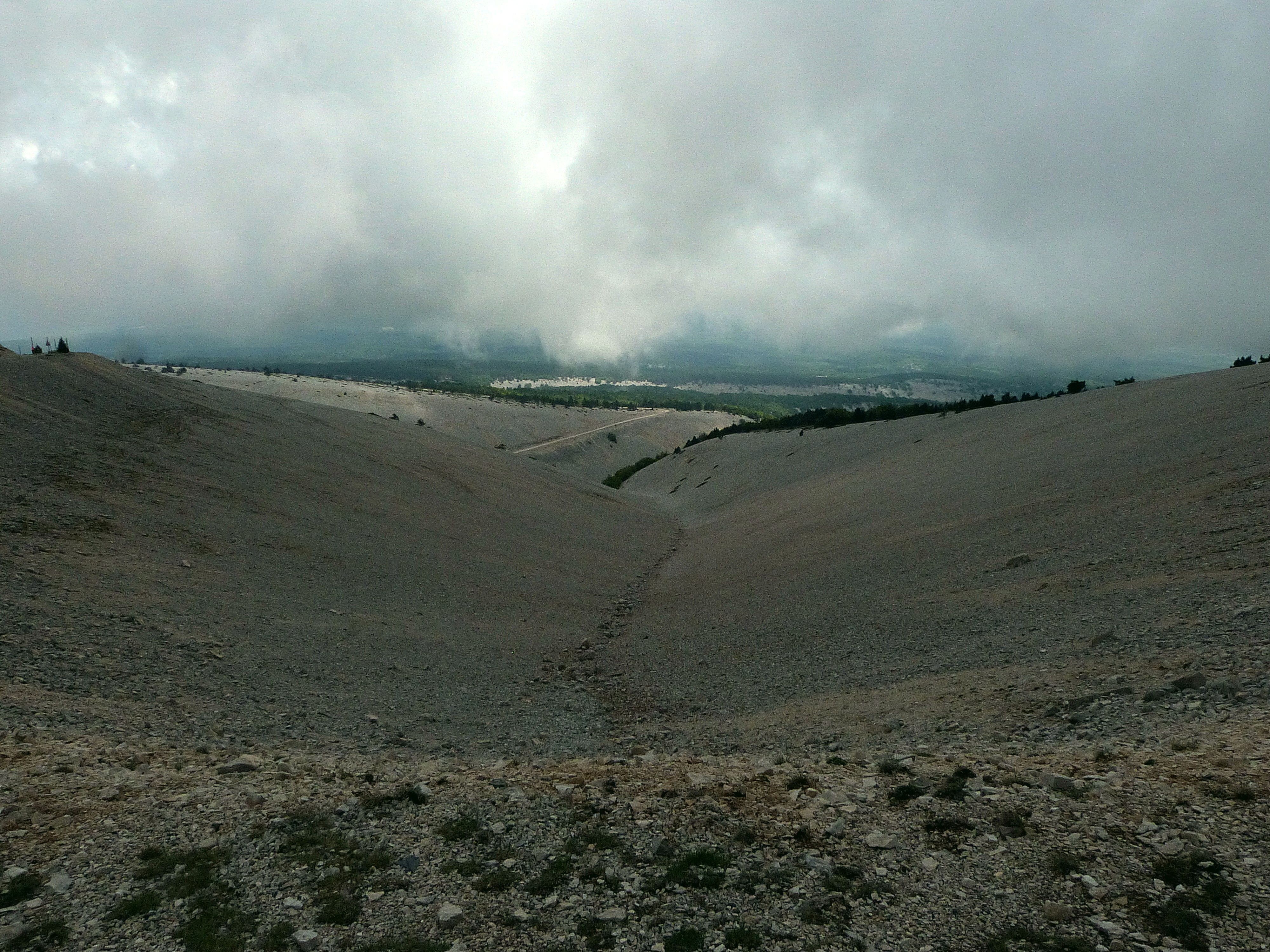
Uno dei valloni visto dall'alto

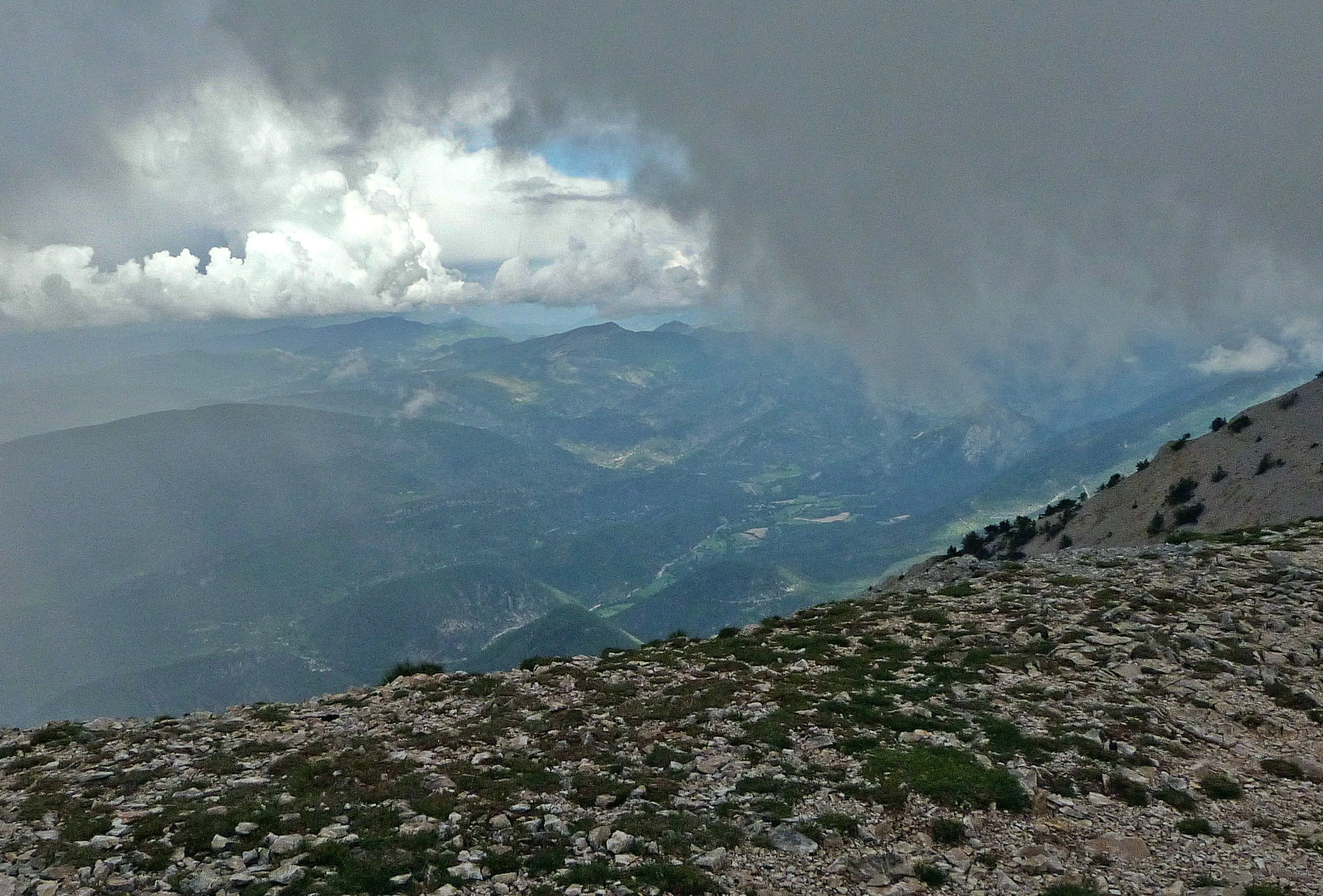
Vista dall'alto da uno dei crinali montuosi

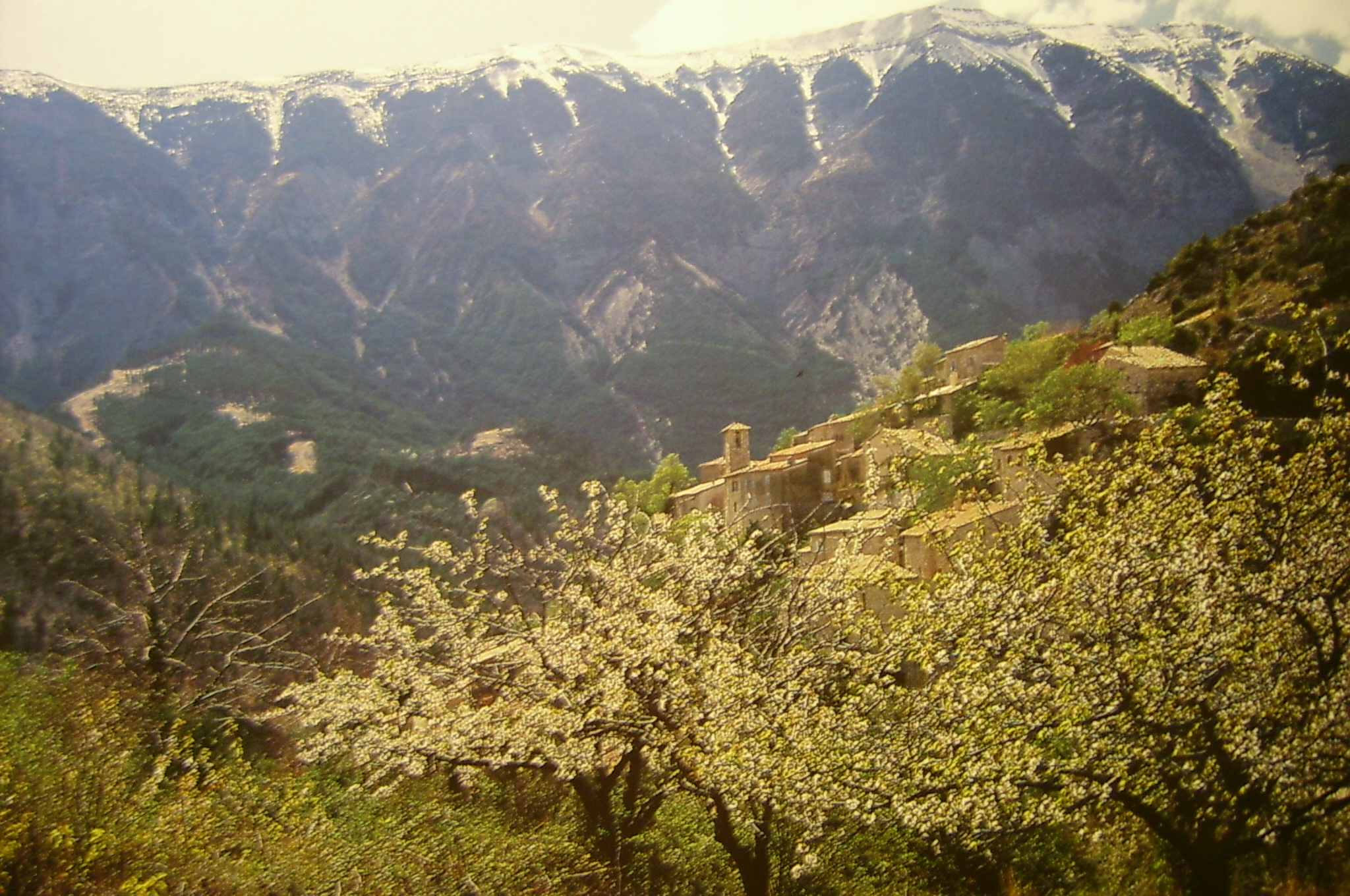
La montagna vista dal basso

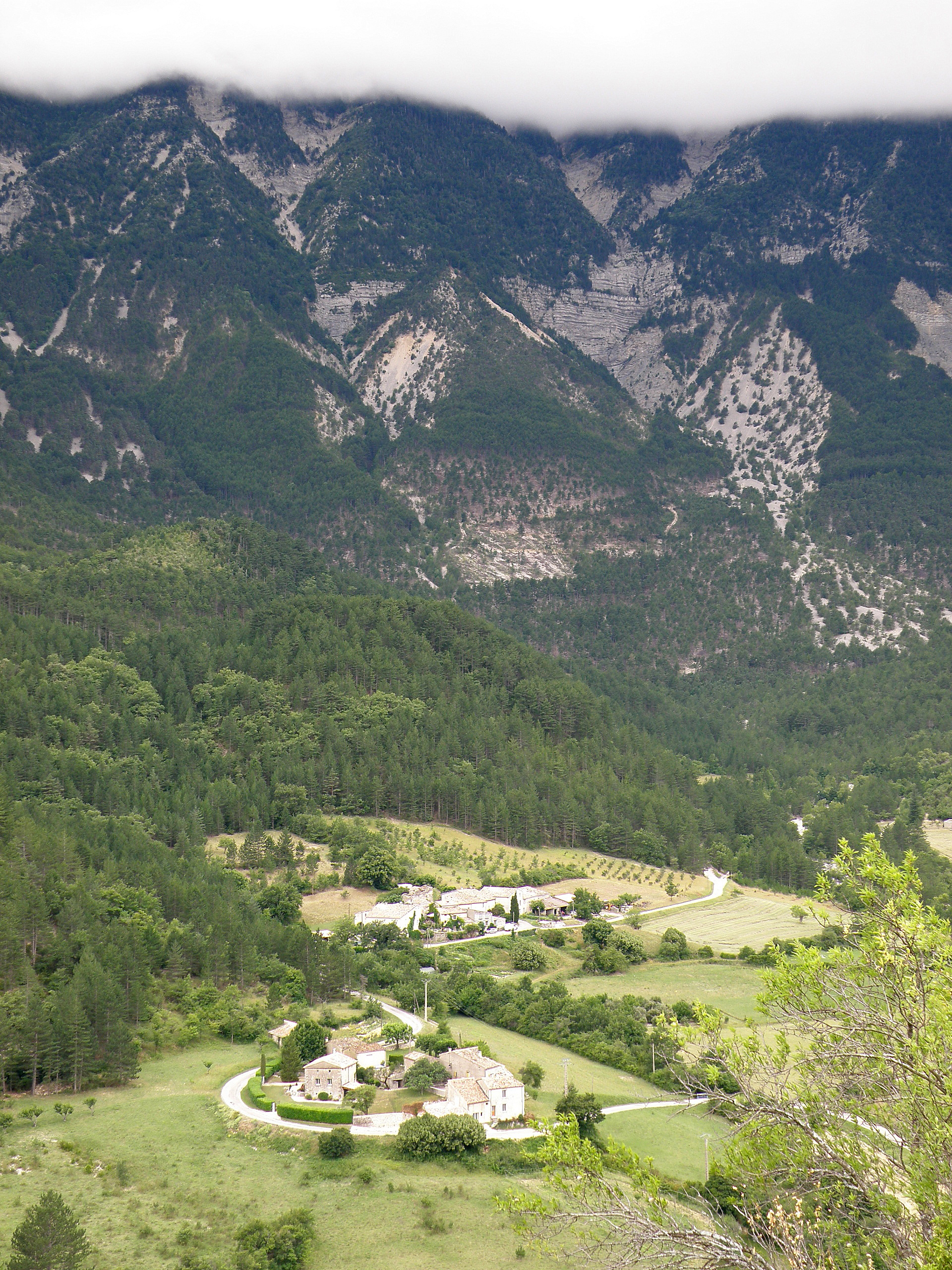
La montagna vista dal basso dai paesi sottostanti

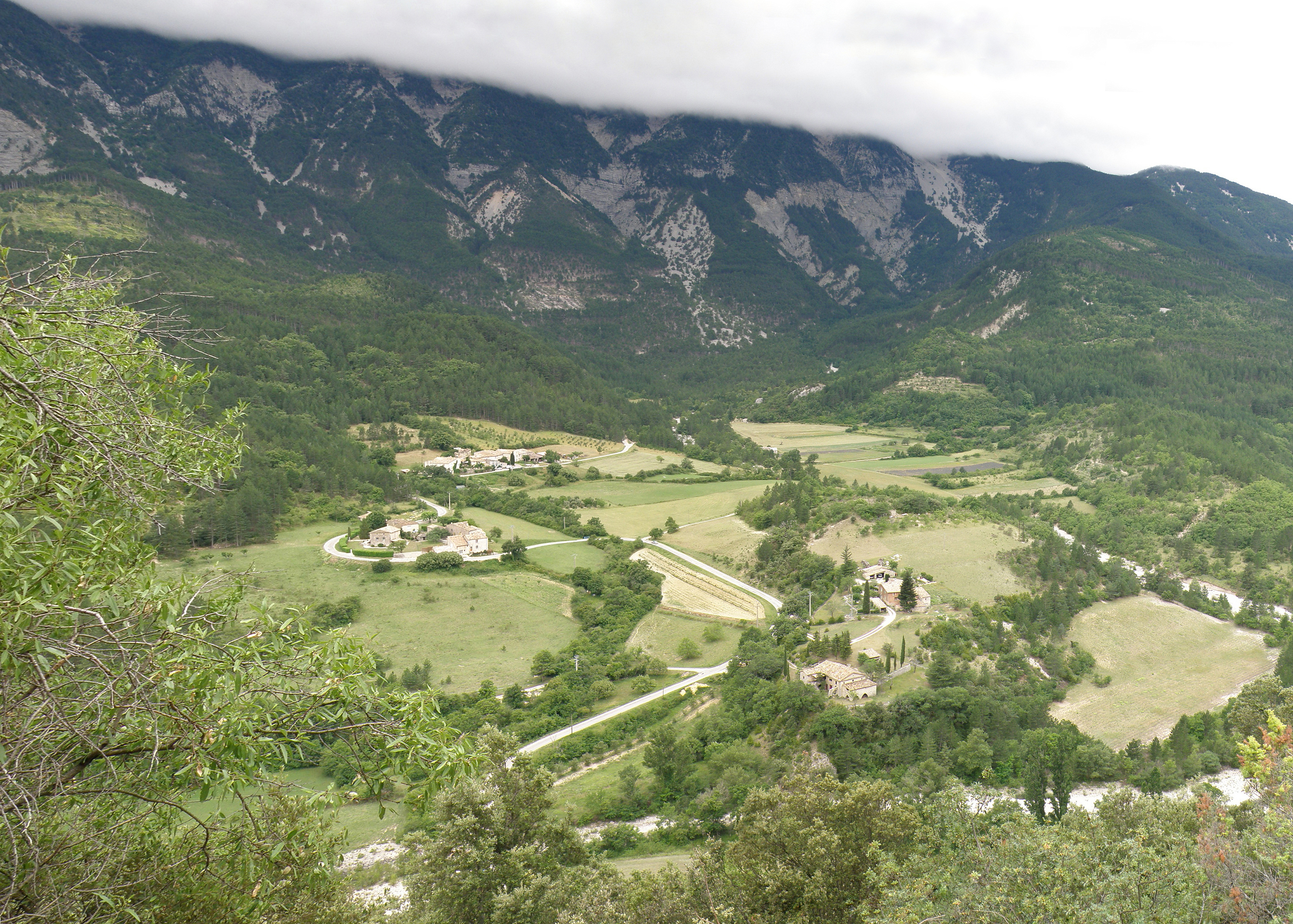
Vista dal basso dai paesi sottostanti

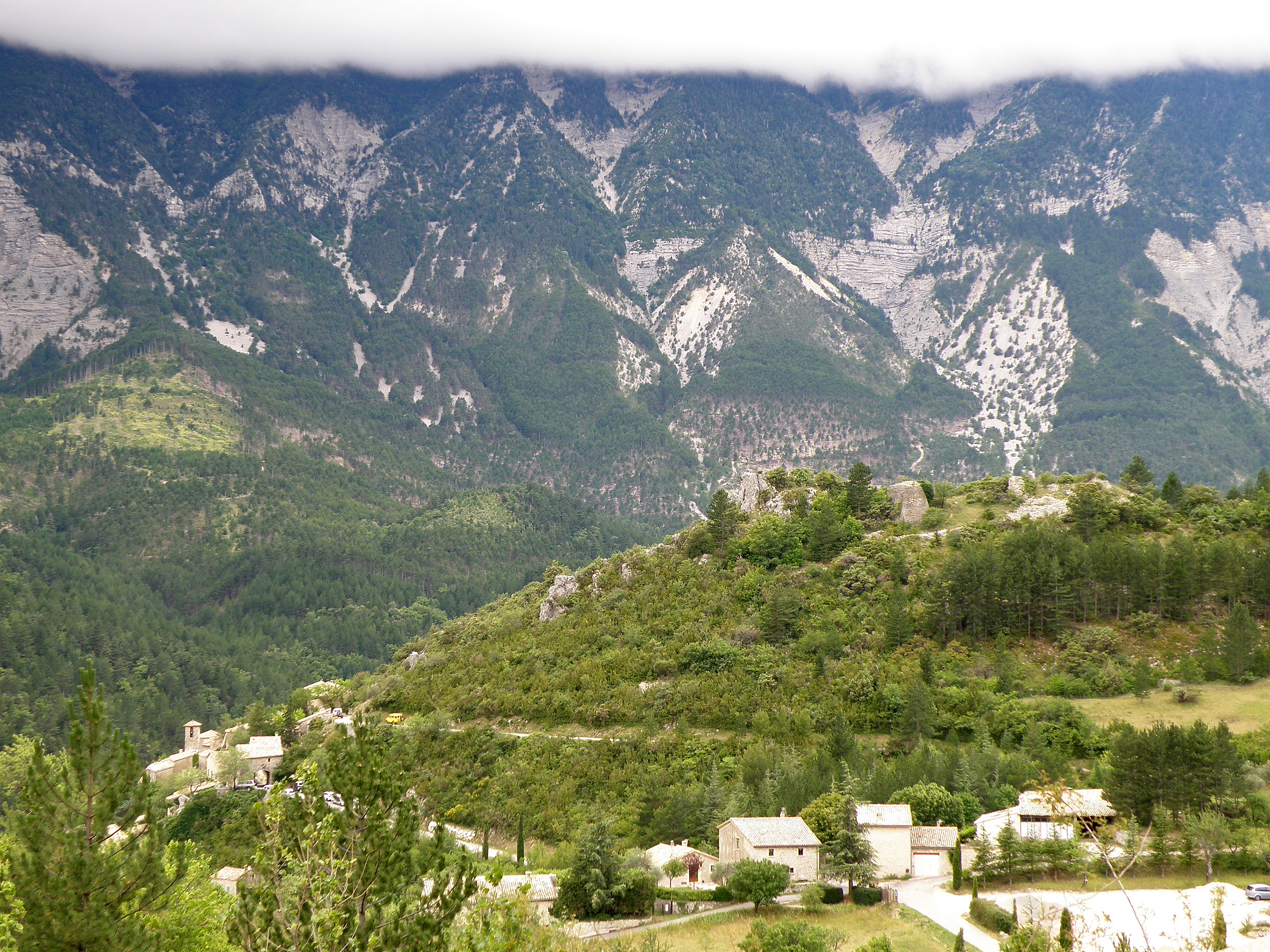
Vista dal basso dai paesi sottostanti

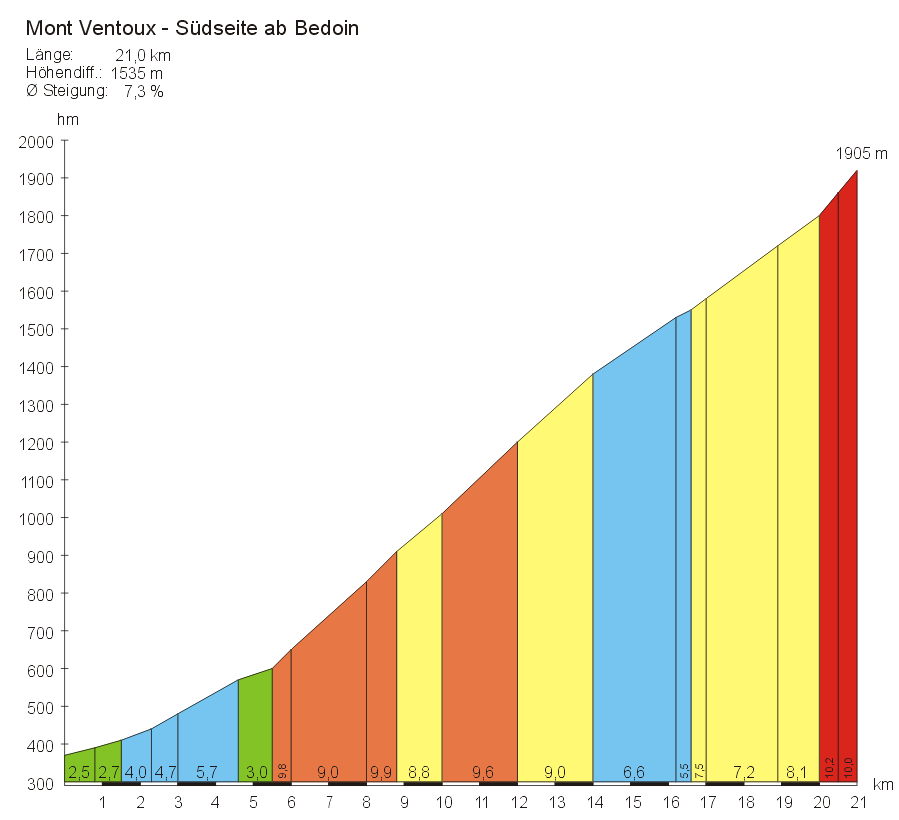
Profilo altimetrico della salita

## Ambiente

### Flora
La vegetazione del Mont Ventoux presenta molte particolarità strettamente locali. Pur raggiungendo, infatti, i 1912 m di altitudine, il Ventoux è un massiccio del tutto solitario, immerso in un clima decisamente mediterraneo. Esposto ai miti venti marini da Sud e al freddo Maestrale che lo investe da Nord, mostra un manto boschivo e un corteggio di specie che fondono e sovrappongono le serie vegetazionali dei vari piani altitudinali, i quali, a loro volta, hanno quote e caratteristiche floristico-associative alquanto desuete.
Oltre ai suoli, al clima e all'azione del vento che sferza il lungo crinale, un altro elemento rende peculiare la copertura vegetale di questo monte: quello del suo distendersi da est a ovest, con due soli versanti opposti e un'unica, continua dorsale sommitale. Questa conformazione fa sì che uno dei versanti sia interamente esposto a mezzogiorno e perennemente soleggiato, mentre l'altro guardi a settentrione con un'insolazione assai ridotta.
Mentre il substrato del piano basale è costituito da un alternarsi di colli marnoso-argillosi e di colli totalmente silicei (sabbie di SiO2 puro), tutto il massiccio del Ventoux è un blocco di calcare. La base della montagna, che dovrebbe essere ricoperta da una lecceta, è invece dominio di fitte colonie di pino d'Aleppo con frequenti intrusioni di pino marittimo (sui suoli acidi) e di roverella, con il leccio in netta minoranza e un considerevole corteggio erbaceo-arbustivo di specie tipiche della macchia mediterranea.

### I piani altitudinali
A partire dai 250-300 m s.l.m. della piana di base si possono delineare i diversi piani in una prima approssimazione di sintesi:
- Piano basale dai 200 ai 400 m (Quercion ilicis con: Quercus ilex, Quercus pubescens, Pinus halepensis, Pinus pinaster, Juniperus phoenicea, etc.)
- Piano sub-montano inferiore dai 400 agli 800 m (Quercion pubescentis - ilicis con inizio di faggete. Sul versante nord: Fagus sylvatica e Pinus silvestris).
- Piano sub-montano superiore dagli 800 ai 1000-1200 m (Fagion sylvaticae con: Fagus sylvatica, Quercus cerris. Sul versante Nord: Fagus sylvatica con Abies alba).
- Piano montano dai 1 000 ai 1500 m (Pinion uncinatae).
- Piano sub-alpino dai 1 500 alla vetta. (Brachipodion ramosae. Sul versante Nord: Pinion uncinatae e Brachipodion spp.)

Una scansione più accurata fornisce invece la seguente sequenza:

#### Versante SUD - Insieme Mediterraneo
- Piano eu-mediterraneo (o del Leccio). Dai 200 ai 400 m.

Serie del Leccio e del Ginepro fenicio.
Serie mediterranea della Roverella.
- Piano supra-mediterraneo o collinare (o della Roverella). Dai 400 agli 800 m.

Serie supra-mediterranea della Roverella.
Serie inferiore del Pino silvestre.
- Piano montano/mediterraneo o sub-montano (o del Faggio). Dagli 800 ai 1200 m

Serie sub-mediterranea del Faggio.
Serie superiore del Pino silvestre.
- Piano oro-mediterraneo o montano (o del Faggio e dell'Abete bianco). Dai 1 200 ai 1500 m.

Serie mediterranea del Faggio.
Serie sub-montana dell'Abete bianco.
- Piano sub-alpino (o del Pino uncinato). Dai 1 500 ai 1800 m.

Serie sub-alpina del Pino uncinato.
Serie montana del Faggio.
- Piano pseudo-alpino. Dai 1 800 ai 1900 m (vetta).

Serie delle graminacee prative sub-alpine.

#### Versante NORD - Insieme medio-europeo o sub-continentale
- Piano montano o del Faggio. Dagli 800 ai 1500 m.

Serie delle faggete-abetaie ad Abies alba.
Serie mesofila del Faggio.
Serie mesofila dell'Abete bianco.
- Piano sub-alpino o del Pino uncinato. Dai 1 500 ai 1800 m.

Serie pre-alpina del Pino uncinato.

### Le specie
1. Piano mediterraneo o del Leccio
- Quercus ilex (Fagaceae) - Leccio
- Quercus pubescens (Fagaceae) - Roverella
- Quercus coccifera (Fagaceae) - Quercia spinosa
- Pinus halepensis (Pinaceae) - Pino d'Aleppo
- Pinus pinaster (Pinaceae) - Pino marittimo
- Acer campestre (Aceraceae) - Acero campestre
- Juniperus phoenicea (Cupressaceae) - Ginepro fenicio
- Juniperus communis (Cupressaceae) - Ginepro comune
- Juniperus oxycedrus (Cupressaceae) - Ginepro ossicedro
- Bromus sp. (Graminaceae) - Bromo
- Achanterum calamagrestis L. (Graminaceae)
- Cynodon dactylon (Graminaceae)
- Hordeum marinum (Graminaceae) - Orzo selvatico
- Asparagus acutifolium (Liliaceae) - Asparago selvatico
- Ruscus aculeatus (Liliaceae) - Pungitopo
- Smilax aspera (Liliaceae) - Edera spinosa
- Prunus mahaleb (Rosaceae) - Ciliegio selvatico o di S. Lucia
- Rosa canina (Rosaceae) - Rosa selvatica
- Crataegus monogyna (Rosaceae) - Biancospino
- Amelanchier ovalis (Rosaceae) - Pero corvino
- Agrimonia eupatoria (Rosaceae) - Agrimonia (dal greco αργέμονής = cataratta)
- Spartium junceum (Papilionaceae) - Ginestra odorosa
- Genista cinerea (Papilionaceae) - Ginestrella
- Dorycnium fruticans (Papilionaceae)
- Thymus vulgaris (Labiatae) - Timo
- Thymus serpillum (Labiatae) - Timo serpillo
- Lavandula officinalis (Labiatae) - Lavanda
- Lavandula latifolia (Labiatae) - Spigo
- Melissa melissophyllum (Labiatae) - Melissa
- Salvia officinalis (Labiatae) - Salvia
- Rosmarinus officinalis (Labiatae) - Rosmarino
- Equisetum arvense (Equisetaceae) - Equiseto
- Ruta angustifolia (Rutaceae) - Ruta
- Sambucus nigra (Caprifoliaceae) - Sambuco
- Lonicera implexa (Caprifoliaceae) - Caprifoglio
- Rhus cotinus (Anacardiaceae) - Scotano o Sommacco
- Pistacia terebinthus (Anacardiaceae) - Terebinto
- Clematis vitalba (Ranuncolaceae) - Vitalba
- Clematis flammula (Ranuncolaceae) - Fiammella
- Borago officinalis (Boraginaceae) - Borragine
- Buxus sempervirens (Buxaceae) - Bosso o Mortella
- Euphorbia characias (Euphorbiaceae) - Euforbia palmata o cespugliosa
- Ilex aquifolium (Aquifoliaceae) - Agrifoglio
- Scirpoides holoshoemus (Cyperaceae) - Giunco
- Hyoscyamus niger (Solanaceae) - Giusquiamo
- Linum narbonense (Linaceae) - Lino di Narbona
- Malva sylvestris (Malvaceae) - Malva selvatica (officinale)
- Hypericum perforatum (Hypericaceae) - Erba di S. Giovanni o Iperico (officinale)
- Morus alba (Moraceae) - Gelso
- Rumex scutatus (Polygonaceae) - Romice o Erba acetosa
- Phillyrea angustifolia (Oleaceae) - Fillirea o Ilatro
- Jasminus fruticans (Oleaceae)
- Rhamnus alaternus (Rhamnaceae) - Alaterno
- Rubia peregrina (Rubiaceae)
- Cistus albidus (Cistaceae) - Cisto biancastro

2. Piano collinare o della Roverella
- Quercus pubescens (Fagaceae) - Roverella
- Quercus ilex (Fagaceae) - Leccio o Elce
- Pinus silvestris (Pinaceae) - Pino silvestre
- Acer monspessulanum (Aceraceae) - Acero minore
- Brachipodium sp. (Graminaceae)
- Cytisus sessilifolium (Papilionaceae)
- Coronilla emerus (Papilionaceae) - Erba cornetta o Dondolino
- Anthyllis montana (Papilionaceae)
- Laburnum alpinum (Papilionaceae)
- Genista scorpius (Papilionaceae) - Ginestra spinosa
- Prunus mahleb (Rosaceae) - Ciliegio selvatico
- Sorbus aria (Rosaceae) - Sorbo bianco o Farinaccio
- Inula montana (Compositae) - Enula di monte
- Centaurea scabiosa (Compositae)
- Lavandula latifolia (Labiatae) - Spigo
- Melissa officinalis (Labiatae) - Cedronella o Limoncina
- Arctostaphilos uva-ursi (Ericaceae) - Uva ursina
- Aphyllanthes monspeliensis (Liliaceae)
- Globularia cordifolia (Globulariaceae) - Bottonaria
- Helleborus foetidus (Ranuncolaceae) - Elleboro fetido
- Daphne laureola (Timeleaceae) - Olivella
- Rhus cotinus (Anacardiaceae) - Scotano o Sommacco
- Viburnum lantana (Caprifoliaceae) - Lantana
- Buxus sempervirens (Buxaceae) - Bosso o Mortella

3. Piano montano o del Faggio
Versante Sud - Le specie di corteggio sono assai ridotte per l'aridità.
- Fagus sylvatica (Fagaceae) - Faggio
- Abies alba (Pinaceae) - Abete bianco

Versante Nord.
- Fagus sylvatica (Fagaceae) - Faggio
- Abies alba (Pinaceae) - Abete bianco
- Pinus silvestris (Pinaceae) - Pino silvestre
- Fraxinus excelsior (Oleaceae) - Frassino
- Rosa montana (Rosaceae) - Rosa di monte
- Rosa pendulina (Rosaceae)
- Rosa pimpinellifolia (Rosaceae)
- Rubus idaeas (Rosaceae) - Lampone
- Lilium martagon (Liliaceae) - Giglio martagone
- Convallaria majalis (Liliaceae) - Mughetto
- Artemisia absinthium (Compositae) - Assenzio o Vermouth
- Carlina acanthifolia (Compositae)
- Asperula odorata (Rubiaceae)
- Lonicera alpina (Caprifoliaceae)
- Satureja montana (Labiatae) - Santoreggia di monte (aromatica)
- Sempervivum sp. (Crossulariaceae) - Semprevivo
- Silene inflata ssp. vulgaris (Caryophyllaceae) - Silene alpina
- Botryum lunaria (Cruciferae) (oltre i 1400 m)
- Gentiana verna (Gentianaceae)
- Gentiana campestris (Gentianaceae)
- Gentiana lutea (Gentianaceae) - Genziana gialla

4. Piano sub-alpino o del Pino uncinato
- Pinus uncinata (Pinaceae) - Pino uncinato
- Eryngium spina-alba (Ombrelliferae)
- Globularia repens (Globulariaceae)
- Ononis cristata (Papilionaceae)
- Pedicularis comosa (Scrofulariaceae)
- Aconitum anthora (Ranuncolaceae) - Aconito antora
- Actaea spicata (Ranuncolaceae) - Barba di capra
- Dryopteris villarii (Polypodiaceae)
- Polygonatum verticillatum (Liliaceae)

5. Piano pseudo-alpino. La vetta.
- Brachipodium ramosum (Graminaceae)
- Alyssum cuneifolium (Cruciferae)
- Iberis nana (Cruciferae)
- Draba azoides (Cruciferae)
- Ranunculus seguieri (Ranuncolaceae) - Ranuncolo di Seguier
- Doronicum grandifolium (Compositae)
- Androsace grandiflora (Primulaceae)
- Androsace villosa (Primulaceae) - Androsace vilosa
- Saxifraga exarata (Saxifragaceae)
- Saxifraga oppositifolia (Saxifragaceae)
- Heracleum minimum (Ombrelliferae)
- Euphorbia seguieriana ssp. loiseleurii (Euphorbiaceae)
- Astragalus sempervirens (Papilionaceae)
- Linaria alpina (Scrofulariaceae)
- Veronica aphylla (Scrofulariaceae)
- Potentilla nivalis (Rosaceae)
- Silene petrarchae (Caryophyllaceae)
- Arenaria grandiflora (Caryophyllaceae)
- Phyteuma charmelii (Campanulaceae)
- Campanula alpestris (Campanulaceae)
- Papaver auranthiacum (Papaveraceae)
- Allium narcissiflorum (Liliaceae) - Aglio del Piemonte
- Viola cenisia (Violaceae)
- Polygala alpina (Polygalaceae)
- Crepis pygmaea (Compositae)

## Ciclismo
Il Ventoux presenta tre ascensioni, che sono state teatro di tappe importanti in molte competizioni ciclistiche, tra cui il Tour de France. Dal 2019 ogni anno ospita il Mont Ventoux Dénivelé Challenges.

### Tour de France

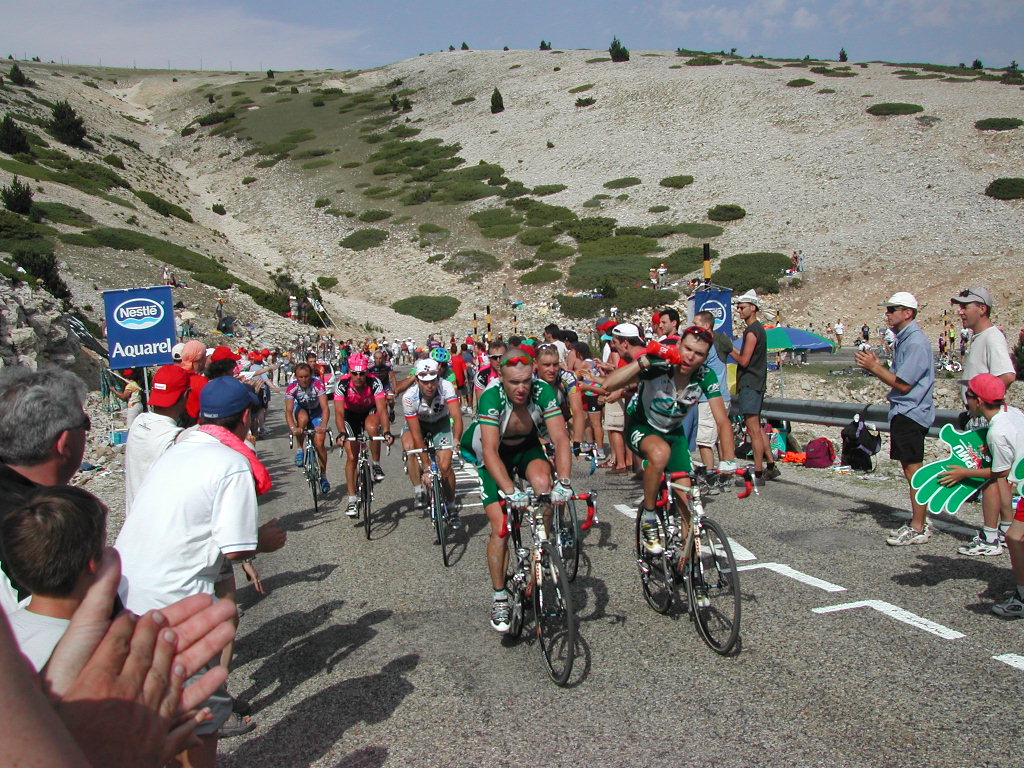
Un passaggio del Tour sul Mont Ventoux; si noti la quasi totale assenza di vegetazione

Il Tour de France include spesso l'ascensione di questa cima, celebre per le sue difficoltà tecniche causate dall'elevata pendenza della strada (media 7,7% sino al 20% max), dalla lunghezza (oltre 15 km), dal calore che l'asfalto sprigiona nel mese di luglio (dovuto in parte all'assenza di vegetazione nell'ultimo tratto), dal forte vento contrario, nonché dalla diminuita pressione dell'aria, a causa dall'altitudine cui si accede molto rapidamente.
I ciclisti del Tour scalarono il Ventoux per la prima volta nel 1951 lungo la tappa Montpellier-Avignone. Fra coloro che si sono fatti onore su questa salita troviamo Charly Gaul nel 1958, Raymond Poulidor nel 1965, Eddy Merckx nel 1970, Bernard Thévenet nel 1972, Eros Poli nel 1994 (autore di una fuga di 171 km in solitaria), Marco Pantani nel 2000, Richard Virenque nel 2002 e Chris Froome nel 2013.
Nell'edizione del 1967, il britannico Tommy Simpson morì sulla salita, a circa 2 km dalla vetta lungo il versante di Bédoin, per un arresto cardio-circolatorio causato dall'estrema fatica, da disidratazione e da sostanze dopanti assunte poco prima. Una piccola lapide a bordo strada lo ricorda. Lo stesso Eddy Merckx ebbe un malore in una sua vittoria. Anche Nairo Quintana perse i sensi per alcuni secondi una volta aver tagliato il traguardo alle spalle del britannico Froome, nell'edizione del 2013.

#### Arrivi di tappa al Tour
| Anno | Tappa | Partenza tappa | Distanza (km) | Categoria GPM | Vincitore              | Nazione     | Maglia gialla         |
| ---- | ----- | -------------- | ------------- | ------------- | ---------------------- | ----------- | --------------------- |
| 1958 | 18    | Bédoin         | 21,5 (Crono)  | 1             | Charly Gaul            | Lussemburgo | Raphaël Géminiani     |
| 1965 | 14    | Montpellier    | 173           | 1             | Raymond Poulidor       | Francia     | Felice Gimondi        |
| 1970 | 14    | Gap            | 170           | 1             | Eddy Merckx            | Belgio      | Eddy Merckx           |
| 1972 | 11    | Carnon-Plage   | 207           | 1             | Bernard Thévenet       | Francia     | Eddy Merckx           |
| 1987 | 18    | Carpentras     | 36,5 (Crono)  | HC            | Jean-François Bernard  | Francia     | Jean-François Bernard |
| 2000 | 12    | Carpentras     | 149           | HC            | Marco Pantani          | Italia      | Lance Armstrong       |
| 2002 | 14    | Lodève         | 221           | HC            | Richard Virenque       | Francia     | Lance Armstrong       |
| 2009 | 20    | Montélimar     | 167           | HC            | Juan Manuel Gárate     | Spagna      | Alberto Contador      |
| 2013 | 15    | Givors         | 242,5         | HC            | Christopher Froome     | Regno Unito | Christopher Froome    |
| 2016 | 12    | Montpellier    | 184           | HC            | Thomas De Gendt        | Belgio      | Christopher Froome    |
| 2025 | 16    | Montpellier    | 171,5         | HC            | Valentin Paret-Peintre | Francia     | Tadej Pogačar         |

#### Transito, ma non arrivo di tappa
| Anno | Tappa | Categoria | Partenza        | Arrivo     | Primo al passaggio in vetta | Nazionalità |
| ---- | ----- | --------- | --------------- | ---------- | --------------------------- | ----------- |
| 1951 | 18    | 1         | Montpellier     | Avignone   | Lucien Lazaridès            | Francia     |
| 1952 | 14    | 1         | Aix-en-Provence | Avignone   | Jean Robic                  | Francia     |
| 1955 | 11    | 1         | Marsiglia       | Avignone   | Louison Bobet               | Francia     |
| 1967 | 13    | 1         | Marsiglia       | Carpentras | Julio Jiménez               | Spagna      |
| 1974 | 12    | 1         | Savines-le-Lac  | Orange     | Gonzalo Aja                 | Spagna      |
| 1994 | 15    | HC        | Montpellier     | Carpentras | Eros Poli                   | Italia      |
| 2021 | 11    | HC        | Sorgues         | Malaucène  | Wout Van Aert               | Belgio      |

### Tour de France
L'ascensione più rapida è stata fatta il 22 luglio 2025 nella sedicesima tappa del Tour de France da Tadej Pogačar: qua sotto la classifica dei primi tre tempi della salita dal versante di Bédoin.
1 - Tadej Pogačar in 54'41"
2 - Jonas Vingegaard in 54'43"
3 -  Primož Roglič in 55'49"

## Galleria d'immagini

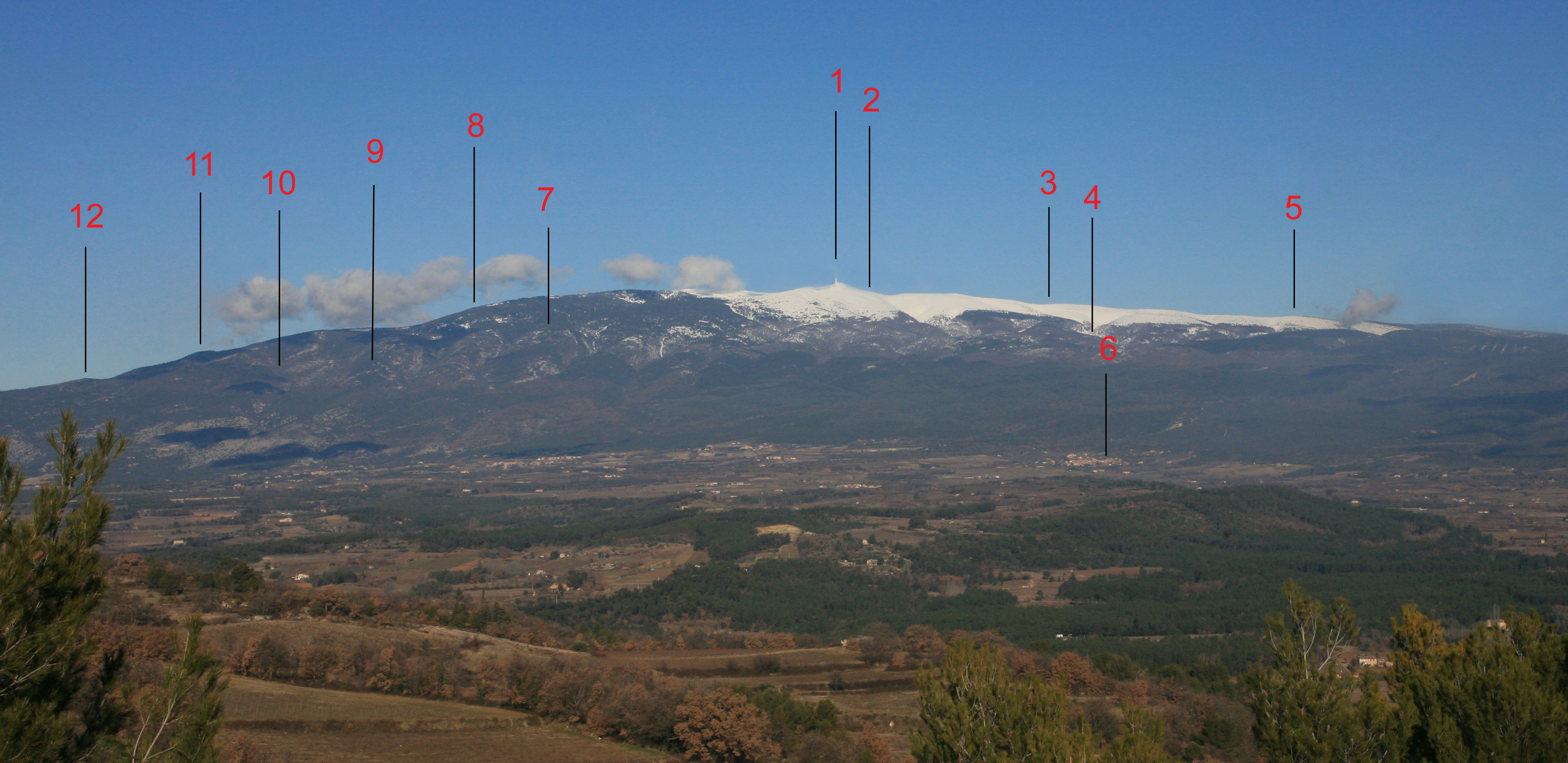
Il Mont Ventoux, versante Sud, con i nomi delle sue cime e località principali
1 = Mont Ventoux - 2 = Col des Tempêtes - 3 = Tête de la Grave - 4 = Chalet Reynard - 5 = Col de la Frache - 6 = Flassan - 7 = Rocher de Cachillan - 8 = Tête de Chauve - 9 = Tête du gros Charne - 10 = Tête du Fribouquet - 11 = Cime Saint Vincent - 12 = Grand Barbeirol